# Myrhovník pravý
Myrhovník pravý (Commiphora myrrha) je trnitý, opadavý strom bizarního vzhledu produkující pryskyřičnou myrhu. Tento druh rodu myrhovník je nevysoký strom, z kterého po poranění vytéká vonná, na vzduchu tvrdnoucí klejopryskyřici (oleoresin), která je již po tisíciletí používána v léčitelství, parfumerii i při náboženských rituálech. Myrhovník pravý produkuje tzv. "hořkou myrhu" (hirabol), kdežto z podobného druhu myrhovníku Guidottova (Commiphora guidottii) se získává méně ceněná, tzv. "sladká myrha" (bisabol či opoponax).

## Rozšíření
Je tradiční, polopouštnímu až pouštnímu podnebí přizpůsobenou rostlinou z Arabského poloostrova (ze Saúdské Arábie, Jemenu a Ománu) a z východní Afriky (ze Somálska, Etiopie, Eritreje a severu Keně). Která z těchto zemí je ve skutečnosti původní a do kterých byl před více než dvěma tisíciletími myrhovník pravý exportován je nedoložitelné. Existuje dlouholetá snaha o jeho pěstování i v jiných oblastech s podobným klimatech, nejúspěšnější je Indie, kde roste na plantážích.

## Ekologie
Dřevina suchých tropů a subtropů, kde roste rozesetá, většinou osamoceně, po velké ploše v nadmořské výšce od 200 do 1300 m, kde minimální teplota neklesá pod +10 °C a roční průměrný spad srážek se pohybuje v hodnotě 230 až 300 mm. Vyžaduje dobře odvodněnou půdu na vápencovitém podloží, která je nevýživná, kamenitá a mělká. Jeho stanoviště se musí nacházet na plném slunci, proto v bezprostřední blízkosti rostou pouze nízké křoviny. Mladé listy raší na konci období sucha.

## Popis
Opadavý strom, ojediněle i keř, dorůstající do výšky 5 m a šířky 1,5 m, který má schopnost vystačit si s minimem vláhy a odolávat dlouhodobému suchu. Roste v místech kde málo prší a nenachází se podzemní voda, proto jeho kořeny nesahají hluboko, ale jsou do široka rozprostřené (jako u kaktusů). Strom má krátký, poměrně tlustý kmen s loupající se tenkou, jakoby papírovou kůrou, která bývá stříbřitě bělavá, našedlá, namodralá či načervenalá; vrstva pod ní je zelená a je schopná fotosyntézy. Periderm je protkaný mnoha pryskyřičnými kanálky a po poranění vytéká z místa jeho poškození viskózní, nažloutle zbarvená pryskyřice, která na vzduchu tvrdne.
Dřevina má krátké, v pravém úhlu rostoucí větvičky porostlé nepravidelnými trny a mezi nimi střídavě vyrůstají trojlaločné listy na krátkých řapících. Listy jsou drobné, tuhé a šedozeleně zbarvené, střední lalok je násobně větší než oba postranní a bývá obvejčitý, eliptický, lopatkovitý či kopinatý, po obvodě celokrajný nebo zubatý, někdy zvlněny, na vrcholu zaoblený či špičatý, má tři až čtyři hlavní žilky a bývá dlouhý 5 až 40 mm a široký 3 až 20 mm. Listy se před podzimním opadem zbarvují žlutě.
Stromy i keře jsou mnohomanželné, každý jedinec má květy oboupohlavné i jednopohlavné. Květy jsou drobné, jen 3 až 4 mm velké, vzhledově nenápadné, ale vonné. Mají drobné hnědé listeny a vyrůstají jednotlivě nebo jsou uspořádané do řídkých květenství lat, většinou se objevují dřív, než vyraší listy. Květy jsou čtyřčetné, drobný kalich je vytrvalý, bílé volné korunní lístky jsou úzce oválné. V oboupohlavném květu je osm asi 1 mm tyčinek s prašníky obsahující pyl a dále pestík vzniklý ze dvou plodolistů s vejčitým semeníkem se dvěma oddíly po dvou vajíčkách, který je zakončený čnělkou s laločnatou bliznou. Květy jsou opylovány drobným hmyzem. Na stromě nejdříve rozkvétají květy samčí.
Plod je stopkatá, zploštělá, vejčitá peckovice s tenkou dužinou, je velký asi 13×7 mm a obsahuje jedno nebo dvousemennou pecku asi 7×5 mm velkou. Po uzrání se plod obalený suchým zubatým kalichem rozevře a odhalí pecku s jasně zbarveným přívěskem. Jsou konzumovány hlavně ptáky a drobnými savci.

## Sběr
V parenchymatickém pletivu rozptýleném po kůře stromu jsou kruhové kanálky obsahující pryskyřici. Pro odebírání pryskyřice se ve spodní části kmene provede řez asi do poloviny tloušťky kůry, obvykle do hloubky 0,75 cm. Krátce nato začne pryskyřice z řezu vytékat a tuhne do kapky o velikosti 0,5 cm, maximálně 1 cm. Tekutá je světle žlutá, hnědá nebo matně zelená a tuhá má žlutohnědou barvu. Tato operace se provádí v době od listopadu do ledna. Jeden strom vyprodukuje ročně asi 1 kg surové pryskyřice, která se dále průmyslově čistí a zpracovává. Nutno připomenout, že toto získávání zbytné suroviny stromům neprospívá.

## Význam
Dřevo stromu je nažloutle bílé, měkké a málo houževnaté. Pokud přes letní období hodně prší může strom rostoucí na málo propustné půdě přijmout přespříliš vody a začít hnít. Je dobře odolné vůči termitům a používá se při stavbě jednoduchých místních domů a pro zhotovení náčiní k vybavení tamních domácností. Listy i plody jsou jedlé. Sušená kůra se používá při jednoduchých náboženských obřadech jako kadidlo k vykuřování.
O významu a způsobu použití myrhy, voňavé přírodní látky po několik tisíciletí využívané v při náboženských obřadech, v domorodém léčitelství a kosmetice pojednává článek myrha.